# Elle (2016)
Elle is een Frans-Duitse film, geregisseerd door Paul Verhoeven, gebaseerd op het boek Oh… van Philippe Djian. De film ging op 21 mei 2016 in première op het filmfestival van Cannes in de competitie voor de Gouden Palm.

## Verhaal
Michelle is hoofd van een bedrijf dat videogames ontwikkelt. Op een dag wordt ze thuis verkracht. Ze  vervolgt echter haar leven met dezelfde ijzige onverschilligheid als voorheen, zich een weg banend door een complex sociaal bestaan. Er zijn diverse permanente familiecrises zoals de moeizame relatie met haar 75-jarige moeder die zich nog als jonge stoeipoes gedraagt, een nog moeizamere relatie met haar vader die wegens massamoord opgesloten zit en een ongemakkelijke relatie met de vriendin van haar verwende zoon. Daarnaast heeft ze een geheime relatie met de man van haar vriendin-zakenpartner en flirt ze met de buurman. Ook is er nog een ex, de vader van haar zoon.
Het blijkt dat na de verkrachting de dader nog niet klaar is met Michelle en haar begint te stalken. Op enig moment begint zij deze mysterieuze man op haar beurt ook te stalken. Dit blijkt het begin van een gevaarlijk machtsspel, dat een dramatische wending krijgt als de buurman het loodje legt.

## Rolverdeling
| Acteur           | Personage |
| ---------------- | --------- |
| Isabelle Huppert | Michelle  |
| Laurent Lafitte  | Patrick   |
| Anne Consigny    | Anna      |
| Charles Berling  | Richard   |
| Virginie Efira   | Rebecca   |
| Christian Berkel | Robert    |
| Judith Magre     | Irène     |
| Jonas Bloquet    | Vincent   |
| Alice Isaaz      | Josie     |
| Vimala Pons      | Hélène    |

## Productie
In mei 2014 werd aangekondigd dat de Nederlandse regisseur Paul Verhoeven de filmadaptatie van het boek Oh… van Philippe Djian zou regisseren, zijn eerste film sinds Zwartboek (2006). In september 2014 tekende de Franse actrice Isabelle Huppert voor de hoofdrol. De filmopnames gingen van start op 10 januari voor tien weken in en rond Parijs en voor vijf weken in een huis in Saint-Germain-en-Laye.
De film werd geselecteerd als Franse inzending voor de beste niet-Engelstalige film voor de 89ste Oscaruitreiking maar niet genomineerd.

## Prijzen en nominaties
De belangrijkste:
| Jaar | Prijs         | Categorie                                    | Genomineerde(n)                              | Uitslag  |
| ---- | ------------- | -------------------------------------------- | -------------------------------------------- | -------- |
| 2017 | Golden Globes | Beste buitenlandse film                      | Beste buitenlandse film                      | Gewonnen |
| 2017 | Golden Globes | Beste actrice in een dramafilm               | Isabelle Huppert                             | Gewonnen |
| 2017 | César         | Beste film                                   | Beste film                                   | Gewonnen |
| 2017 | César         | Beste actrice                                | Isabelle Huppert                             | Gewonnen |
| 2017 | Goya          | Mejor Película Europea (Beste Europese film) | Mejor Película Europea (Beste Europese film) | Gewonnen |

Overige prijzen:
- Beste actrice van de Boston Society of Film Critics, de Boston Online Film Critics Association, de Florida Film Critics Circle, de Gotham Independent Film Awards, de IndieWire Critics Poll, de Los Angeles Film Critics Association, de National Society of Film Critics, de New York Film Critics Circle Award,  de New York Film Critics Online   het Palm Springs International Film Festival, de San Francisco Film Critics Circle het Santa Barbara International Film Festival, en de Satellite Awards, de St. Louis Gateway Film Critics Association, de Vancouver Film Critics Circle, en de Village Voice Film Poll, Independent Spirit Award.

- Dapperste prestatie en Defying Age and Ageism van de Alliance of Women Film Journalists

- Beste buitenlandse film van de Critics' Choice Award, de Florida Film Critics Circle, de National Board of Review,  de St. Louis Gateway Film Critics Association en de Washington D.C. Area Film Critics Association

- Beste film, beste actrice en beste regisseur van de Prix Lumières